# 向井千秋

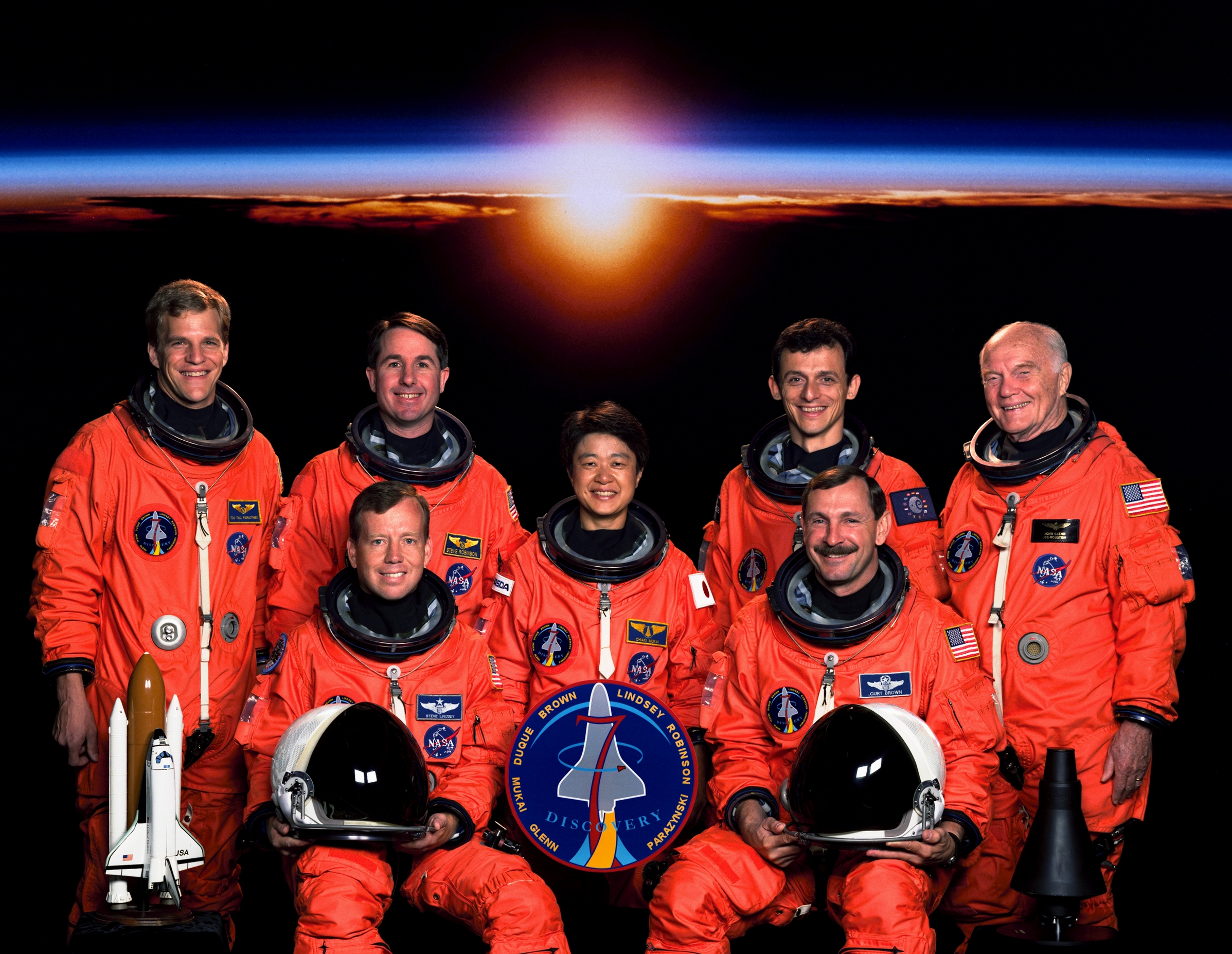
STS-95クルー（NASA提供、写真中央が向井）

向井 千秋（むかい ちあき、旧姓：内藤、1952年（昭和27年）5月6日 - ）は、日本人女性初の元宇宙飛行士。学位は、医学博士（慶應義塾大学、1988年）。1994年にスペースシャトル・コロンビア号、1998年にスペースシャトル・ディスカバリー号に搭乗した。
2015年4月から東京理科大学特任副学長 兼 スペース・コロニー研究センター長（野田キャンパス）。これまでに国際宇宙大学客員教授、宇宙航空研究開発機構特任参与、宇宙医学研究センター長、日本学術会議副会長を歴任している。
夫は病理医の向井万起男。

## 来歴・人物
群馬県館林市出身で、実弟は釣り師のヒロ内藤。父は中学校の理科教師で、母は鞄店を営んでいた。館林市立館林北小学校から館林市立第一中学校へ進み、この頃医師を志すようになる。そのため、学校群制度が施行されて間もなかったとはいえ、東京大学に多くの合格者を送っていた東京都立日比谷高校からの医学部進学を志望した。親を頼りに自ら中学2年次に上京し、品川区立荏原第二中学校に転校した。高校受験では、東京都立日比谷高等学校、雙葉高等学校、慶應義塾女子高等学校に合格し、日比谷高校に進学しようとしたところ、当時学園紛争の嵐が吹き荒れていた日比谷高校の状況を心配した母親・ミツが慶應女子高校を選択した。
慶應女子高校時代は、医学部進学を目指して、7人もの家庭教師をつけたという“伝説”が生まれたほど勉学に勤しんだ。当時慶應女子高校から医学部への内部進学枠は定員3名と極めて狭き門であり（現在は定員5名に増えたが依然として難関）、歴史や漢文、体育のリトミックを苦手としていたことから内部進学を高校2年時に断念し一般入試に切り替えた。その結果、現役で慶應義塾大学医学部医学科に合格を果たした。練習のハードさでいわくつきだった当時の医学部スキー部に入部し、大学5年次には東日本医学部スキー大会の回転で優勝、大回転では3位に入賞した。外科医となってからは、慶應義塾大学病院では、慶應義塾大学出身者としては女性外科医第一号にあたる（同病院には、他大学出身の女性外科医は既にいた）。
外科医をしていた1981年に、解離性大動脈瘤で入院した石原裕次郎の担当医の一人を務めている。この時の白衣がカンフーの道着に似ていたため、裕次郎から「カンフー姉ちゃん」とあだ名をつけられている。
1985年8月10日、宇宙飛行士3人の発表があった。宇宙飛行士は、操縦担当のパイロット（PLT、操縦手）、船外活動のできるミッションスペシャリスト（MS、搭乗運用技術者）、実験担当のペイロードスペシャリスト（PS、搭乗科学技術者）に分けられるが、向井も含めた外国人搭乗員はPS要員にあたる。当時、操縦手やMSは機密技術の点で外国人に触れさせないNASAの方針からであった。
1994年7月8日 - 23日、スペースシャトル・コロンビア号でのミッション （STS-65） に、ペイロードスペシャリストとして参加。金魚の宇宙酔い実験もした。この時の宇宙滞在時間は14日17時間55分で、女性の宇宙最長滞在記録を更新した（この記録は翌年のSTS-67で破られた）。
1998年10月29日 - 11月7日、スペースシャトル・ディスカバリー号でのミッション (STS-95) で2度目の宇宙飛行。飛行中に「宙がえり 何度もできる 無重力」という短歌の上の句を詠み、これに続く下の句を募集し話題となった。宇宙開発事業団（現JAXA）によれば、14万5千首の応募があったという。
趣味は、スキューバダイビング、テニス、ゴルフ、アメリカ文学、旅行、スキー、アルペンスキー、バス釣り、写真。

## 略歴

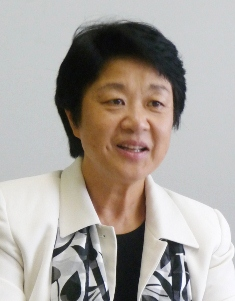
日本学術会議副会長就任時に公表された肖像写真（2009年撮影）

- 1952年 - 群馬県邑楽郡館林町（現・館林市）で、鞄屋を営む内藤家の長女として生まれる
- 1977年 - 慶應義塾大学医学部卒業後、外科医になる
- 1983年 - 旧宇宙開発事業団の宇宙飛行士募集に応募
- 1985年 - 宇宙飛行士に選出（同期に毛利衛、土井隆雄がいる）
- 1986年 - 病理医の向井万起男と結婚
- 1988年 - 慶應義塾大学 医学博士[1][9]
- 1994年 - スペースシャトル・コロンビア号でのミッション (STS-65) に搭乗
- 1998年 - スペースシャトル・ディスカバリー号でのミッション (STS-95) にジョン・グレンとともに搭乗
- 2004年 - 国際宇宙大学 客員教授(～2007年まで)
- 2007年 - 宇宙航空研究開発機構有人宇宙環境利用ミッション本部有人宇宙技術部宇宙医学生物学研究室長に就任
- 2011年 - 宇宙航空研究開発機構特任参与に就任
- 2012年 - 宇宙航空研究開発機構宇宙医学研究センター長に就任
- 2014年 - 宇宙開発利用部会 国際宇宙ステーション・国際宇宙探査小委員会委員に就任
- 2014年 - 日本学術会議副会長に就任、東京理科大学特任教授に就任
- 2015年 - 東京理科大学 副学長（国際化・女性活躍推進担当、任期は2017年3月31日まで）を兼任
- 2015年 - 富士通株式会社の取締役に就任[10]
- 2016年 - 東京理科大学 特任副学長に就任[10]
- 2017年 - 国連宇宙空間平和利用委員会科学技術小委員会議長に就任[11]
- 2017年 - 東京理科大学スペース・コロニー研究センター長に就任
- 2018年 - 宇宙航空研究開発機構 特別参与に就任[10]
- 2019年 - 花王株式会社 社外取締役に就任[10]
- 2021年 - 横浜市立横浜サイエンスフロンティア高等学校・附属中学校 スーパーアドバイザーに就任

## 受賞歴
- 内閣総理大臣顕彰 - 1994年9月6日[注 1]
- 群馬県県民栄誉賞 - 1994年
- 館林市名誉市民 - 1994年[12]
- 日本宇宙生物科学会功績賞 - 1995年
- 国際航空連盟FAI The De La Vaux Medal - 1995年
- 日本女性科学者の会(SJWS) 功労賞　第一回 - 1996年6月[13]
- 日本PR大賞社会部門 - 1998年
- 都民文化栄誉章 - 1999年
- アストゥリアス皇太子賞国際協力部門 - 1999年
- ソロプチミスト日本財団ドリーム賞 - 2013年
- Aerospace Medical Association （航空宇宙医学会）Joe Kerwin賞 - 2013年
- フランス共和国レジオンドヌール勲章シュヴァリエ - 2015年[14]

## 演じた女優
- 中山忍 - 『弟』 （2004年、テレビ朝日）
- 菅野美穂 - 『向井千秋～夢を宇宙に追いかけた人～』 （2007年、フジテレビ）

## 関連書籍
- 東京新聞科学部 編著『向井千秋の宇宙からこんにちは』東京新聞出版局〈東京ブックレット 6〉、1994年8月。ISBN 978-4808305000。
- 読売新聞社 編 編『向井千秋 メダカと飛んだ15日』読売新聞社、1994年9月。ISBN 978-4643940701。
- 中富信夫『向井千秋宇宙からの帰還』早稲田出版、1994年9月。ISBN 978-4898271568。
- 向井千秋 述 著、NHK出版 編 編『向井千秋の宇宙と体のおもしろい関係』日本放送出版協会、1995年2月。ISBN 978-4140802021。
- 橋本るい 画、小川容子 作 著、宇宙開発事業団 監修 編『向井千秋－日本人初の女性宇宙飛行士－』講談社〈講談社学習コミック アトムポケット人物館 15〉、2002年10月。ISBN 978-4062718158。